# Айо Локуций
Айо Локуций (на латински: Aius Locutius или Aius Loquens; āius locūtius; aio, loquor) е името на римско божество, споменато при нахлуването на галските сенони с Брен в Италия ок. 390/387 пр.н.е.
Според легендата се чува свръхчовешкият глас на божеството в гората на храма на Веста и нарежда да се засилят укрепленията на Рим.
Една нощ на via Nova нарежда на Марк Цедиций (трибун 391 пр.н.е.), да предупреди за нахлуването на галите. Римляните не обръщат внимание на двете предупреждения и така Брен успява да завладее и разруши Рим.